# Riserva naturale Fungaia
La riserva naturale Fungaia è un'area naturale protetta della regione Toscana istituita nel 1977.
Occupa una superficie di 113,90 ha nella provincia di Arezzo.